# Eublemma concinna
Eublemma concinna är en fjärilsart som beskrevs av Lucas 1895. Eublemma concinna ingår i släktet Eublemma och familjen nattflyn. Inga underarter finns listade i Catalogue of Life.